# 申東寛
申 東寛（シン・ドングァン、朝鮮語: 신동관/申東寬、1929年5月28日 - 2018年10月13日）は、大韓民国の政治家。第8・9・10代韓国国会議員。仏教徒。

## 経歴
日本統治時代の朝鮮で慶尚南道の南海郡に生まれた。国民大学法学科を卒業後、漢陽大学校大学院法学科を修了し、陸軍総合学校を卒業した。その後渡米し歩兵学校を修了した。卒業後は陸軍大佐として予備役に編入し、青瓦台警護次長を務めた。
1971年の第8代総選挙に民主共和党の公認で立候補して当選し、国会議員となり、その後も2期にわたって議員の職を務めた。他に韓国アマチュアボクシング連盟会長、大韓発明協会会長、大韓体育会副会長、アジア青年協会会長を務めた。
2018年10月13日、持病により90歳で死去した。

## エピソード
1971年の第8代総選挙では全国最高の得票率を達成した。
故郷の南海大橋の竣工式典には大統領の朴正煕と共に出席したが、南海大橋の建設は同郡選出の前国会議員の崔致煥の功績なのか申の功績なのかについては意見が分かれている。